# Георги Павлов (политик)
Вижте пояснителната страница за други личности с името Георги Павлов.
Георги Павлов Георгиев е български политик от БКП, участник в Съпротивителното движение по време на Втората световна война, партизанин от Партизанска бригада „Чавдар“, стопански деец, министър и председател на правителствени комитети. Дядо на Лиляна Павлова

## Биография
Георги Павлов Георгиев е роден на 12 януари 1921 г. в гр. Етрополе, България. От 1938 г. е член на РМС, а от 1940 г. – на БРП (к). Учи в Юридическия факултет на Софийския университет от 1939 до 1941 г. Осъден е на смърт, но присъдата е заменена с 15 години затвор. Излиза в нелегалност през 1941 г. Член е на РК на РМС в кв. Банишора в София, секретар на РМС в кв. Индустриален, Малашевци, Орландовци. През декември 1941 г. при направен опит да бъде арестуван излиза в нелегалност. От 1942 до 1943 г. секретар на РК на РМС в св. Лозенец и секретар на РК на РМС в кв. Коньовица. Участва в Съпротивителното движение по време на Втората световна война. От май 1943 г. е партизанин в Партизанска бригада „Чавдар“. През юли 1944 г. е изпратен като секретар на ОК на РМС-Перник. Секретар на ОК на РМС-Перник и член на ОК на БКП-Перник след 9 септември 1944 г. От 1945 г. работи в ЦК на РМС в София. Завежда отдел „Работническа младеж“ в ЦК на РМС. От 1948 г. е член на Бюрото на ЦК на ОРПС и завеждащ комисията за „Работническа младеж“ и работи в ЦК на РМС. През 1948 г. е определен за завеждащ сектор в отдел „Кадри“ на Министерски съвет, а от 1949 г. завежда сектор „Стопански кадри“ в ЦК на БКП.
Заместник-завеждащ отдел „Организационен“ при ЦК на БКП (от 1950). От 1950 до 1955 г. последователно е парторг на ЦК на БКП в Химкомбината в Димитровград и негов главен директор. Член на ГК на БКП-Димитровград и член на бюрото на ОК на БКП-Хасково. Завършва Висша партийна школа при ЦК на БКП. През 1955 г. е назначен за заместник-министър на тежката промишленост, а от 1959 г. е първи заместник-председател на Комитета по промишлеността и техническия прогрес. От 1957 до 1989 г. е член на ЦК на БКП. В периода юли 1971-юни 1976 г. е заместник-председател на Комисията за икономическо и научно-техническо сътрудничество на Министерския съвет. От юни 1976 г. е председател на Комисията за опазване на природата среда при МС. Народен представител е от II до IX народно събрание (1953 – 1990). Награждаван е със звание „Герой на социалистическия труд“ (указ № 32 от 9 януари 1981), Димитровска награда, заслужил химик (1979), орден „Народна република България“ – I ст., орден „Народна свобода 1941-1944 г.“ – II ст. и с два ордена „Георги Димитров“.
В периодите 1962 – 1971 и 1981 – 1990 г. в правителството заема следните длъжности:
- правителство 70 (1962 – 1966) – председател на Комитета по химия и металургия
- правителство 71 (1966 – 1971):[5]
  - председател на Комитета по химия и металургия (до 30 юни 1966) и
  - министър на химията и металургията (от 30 юни 1966)
- правителство 76, правителство 77 (юни 1976 – 1986): председател на Комитета за опазване на природната среда